# 5377 Коморі
5377 Коморі (5377 Komori) — астероїд головного поясу, відкритий 17 березня 1991 року.
Тіссеранів параметр щодо Юпітера — 3,672.